# N-603
La  N-603  es una carretera nacional española, que une la localidad segoviana de San Rafael con Segovia. Su origen parte de la  N-6  en San Rafael, la cual proviene de Madrid y, por lo tanto, sirve de enlace entre Madrid y Segovia por el puerto de Guadarrama. Mide 28 kilómetros.
Paralela a la  N-603  discurre la autopista de peaje  AP-61  haciendo el mismo recorrido que la carretera nacional. Igualmente también discurre paralelamente a ambas carreteras la línea ferroviaria Villalba-Segovia de ADIF, por la que transcurre línea 53 Renfe Media Distancia que une Madrid con Segovia.

## Recorrido
| Segovia ( AP-61 ) - San Rafael ( N-VI ) | Segovia ( AP-61 ) - San Rafael ( N-VI )    | Segovia ( AP-61 ) - San Rafael ( N-VI )                             | Segovia ( AP-61 ) - San Rafael ( N-VI ) | Segovia ( AP-61 ) - San Rafael ( N-VI ) |
| Elemento y velocidad                    | Esquema                                    | Nombre de salida                                                    | Carretera que enlaza                    | Carriles                                |
| --------------------------------------- | ------------------------------------------ | ------------------------------------------------------------------- | --------------------------------------- | --------------------------------------- |
|                                         |                                            | Segovia Centro de Transportes, Hontoria, Polígono Industrial Madrid | AP-61 Vial Interpolígonos AP-61         |                                         |
|                                         |                                            | Almacén privado                                                     |                                         |                                         |
|                                         |                                            | Real Sitio de San Ildefonso Palacio y Bosque de Riofrío             | Ruta de los Reales Sitios               |                                         |
|                                         |                                            | REVENGA                                                             |                                         |                                         |
|                                         | Travesía del Cuartel                       |                                                                     |                                         |                                         |
|                                         |                                            |                                                                     |                                         |                                         |
|                                         |                                            | Camino Valsaín Calle La Sierra Vía de Servicio                      |                                         |                                         |
| ..                                      | Vía de Servicio                            | Vía de Servicio                                                     |                                         |                                         |
|                                         | Camino Embalse de Puente Alta              |                                                                     |                                         |                                         |
|                                         |                                            | REVENGA                                                             |                                         |                                         |
| ..                                      | Embalse de Puente Alta                     | Embalse de Puente Alta                                              |                                         |                                         |
|                                         |                                            | Embalse de Puente Alta , Río Frío                                   |                                         |                                         |
|                                         |                                            | Río Peces                                                           |                                         |                                         |
|                                         | Entrada Prohibida                          | Entrada Prohibida                                                   | dir. Segovia                            |                                         |
|                                         | Antiguo recinto comercial La Losa          | Antiguo recinto comercial La Losa                                   | dir. Segovia                            |                                         |
|                                         |                                            | La Losa, Navas de Riofrío, Palacio y Bosque de Riofrío              | SG-V-7210                               | dir. Segovia                            |
|                                         |                                            | Paso superior de la autopista AP-61                                 |                                         |                                         |
|                                         |                                            |                                                                     |                                         |                                         |
|                                         |                                            | Río Milanillos                                                      |                                         |                                         |
|                                         |                                            | Callejón Apeadero                                                   |                                         |                                         |
|                                         |                                            | Ortigosa del Monte, Estación ff.cc                                  |                                         |                                         |
|                                         |                                            | Panel informativo (dir. Madrid)                                     |                                         |                                         |
|                                         |                                            | Madrid, Segovia                                                     | AP-61                                   |                                         |
|                                         |                                            | Panel informativo (dir. Segovia)                                    |                                         |                                         |
|                                         | ..                                         | Otero de Herreros                                                   | Calle San Rafael                        |                                         |
|                                         |                                            |                                                                     |                                         |                                         |
|                                         |                                            | Otero de Herreros Vegas de Matute Estación ff.cc                    | SG-V-7221 SG-723 Carretera Sanchidrián  |                                         |
|                                         |                                            | Camino Sanchidrián                                                  |                                         |                                         |
|                                         | Paso inferior de la autopista AP-61        |                                                                     |                                         |                                         |
|                                         | Subestación eléctrica de Otero de Herreros |                                                                     |                                         |                                         |
|                                         |                                            | Panel informativo (dir. Madrid)                                     |                                         |                                         |
|                                         |                                            | Madrid, Segovia                                                     | AP-61                                   |                                         |
|                                         |                                            | Panel informativo (dir. Segovia)                                    |                                         |                                         |
|                                         |                                            | Paso inferior de la autopista AP-61                                 |                                         |                                         |
|                                         |                                            | Los Ángeles de San Rafael Estación ff.cc , Gasolinera               | Avenida Los Ángeles Camino              | dir. Segovia                            |
|                                         |                                            | Paso inferior de la autopista AP-61                                 |                                         | dir. Segovia                            |
|                                         |                                            | El Espinar                                                          | SG-A-7225                               | dir. Segovia                            |
|                                         | ..                                         | Estación de El Espinar                                              | SG-P-7223                               |                                         |
|                                         |                                            | Paso superior de la autopista AP-61                                 |                                         |                                         |
|                                         |                                            | Panel informativo (dir. Madrid)                                     |                                         |                                         |
|                                         |                                            | Madrid, La Coruña                                                   | AP-61                                   |                                         |
|                                         |                                            | Panel informativo (dir. Segovia)                                    |                                         |                                         |
|                                         |                                            | SAN RAFAEL                                                          |                                         |                                         |
|                                         |                                            | Calle La Tejera Estación ff.cc                                      |                                         |                                         |
|                                         |                                            | Calle Prado Grande                                                  |                                         |                                         |
|                                         | Calle Barrena                              |                                                                     |                                         |                                         |
|                                         |                                            |                                                                     |                                         |                                         |
|                                         |                                            | Calle Menacho                                                       |                                         |                                         |
|                                         | Calle Puente                               |                                                                     |                                         |                                         |
|                                         |                                            | Semáforo de velocidad (dir. Segovia)                                |                                         |                                         |
|                                         |                                            | Calle Alondra                                                       |                                         |                                         |
|                                         | Calle Juan Calvo                           |                                                                     |                                         |                                         |
|                                         | Calle Chopos                               |                                                                     |                                         |                                         |
|                                         | Calle Sereno Juan Rodríguez Muñoz          |                                                                     |                                         |                                         |
|                                         | Calle Goya                                 |                                                                     |                                         |                                         |
|                                         | Travesía Carretera de Segovia              |                                                                     |                                         |                                         |
|                                         |                                            |                                                                     |                                         |                                         |
|                                         |                                            | Calle Gutiérrez Mellado Calle Doña Leocadia Gómez                   |                                         |                                         |
|                                         | Calle Hacon                                |                                                                     |                                         |                                         |
|                                         |                                            |                                                                     |                                         |                                         |
|                                         |                                            | Madrid Villacastín, Adanero                                         | N-VI                                    |                                         |